# Stor-Lapphålan
Stor-Lapphålan är en sjö i Krokoms kommun i Jämtland och ingår i Indalsälvens huvudavrinningsområde. Sjön har en area på 0,0863 kvadratkilometer och ligger 571,2 meter över havet. Stor-Lapphålan ligger i Gråberget-Hotagsfjällen Natura 2000-område.

## Delavrinningsområde
Stor-Lapphålan ingår i det delavrinningsområde (710785-145946) som SMHI kallar för Utloppet av Sjättvattnet. Medelhöjden är 554 meter över havet och ytan är 14,92 kvadratkilometer. Räknas de 8 avrinningsområdena uppströms in blir den ackumulerade arean 37,47 kvadratkilometer. Öjån som avvattnar avrinningsområdet har biflödesordning 3, vilket innebär att vattnet flödar genom totalt 3 vattendrag innan det når havet efter 279 kilometer. Avrinningsområdet består mestadels av skog (88 procent). Avrinningsområdet har 1,74 kvadratkilometer vattenytor vilket ger det en sjöprocent på 11,6 procent.